# Discografia di Keri Hilson
Questa pagina contiene la discografia di Keri Hilson, che al mese di gennaio 2011 è composta da due album e numerosi singoli.
Dal 2001 al 2009 Keri Hilson ha scritto canzoni per artisti come Usher, Mary J. Blige, Pussycat Dolls, Ludacris, Kelly Rowland e Britney Spears. Nel 2009 ha pubblicato il suo primo album, In a Perfect World....

## Album
| Anno | Titolo | Posizione | Posizione | Posizione | Posizione | Posizione | Posizione | Posizione | Posizione | Posizione |
| Anno | Titolo | USA       | UK        | ITA       | IRE       | FRA       | AUS       | AUT       | GER       | SWI       |
| ---- | --- | --------- | --------- | --------- | --------- | --------- | --------- | --------- | --------- | --------- |
| 2009 | In a Perfect World... - Pubblicazione: 24 marzo 2009 - Etichetta: Mosley Music Group, Zone 4 - Formati: CD, Download digitale | 4         | 22        | -         | 35        | -         | -         | -         | 28        | 65        |
| 2010 | No Boys Allowed - Pubblicazione: 17 dicembre 2010 - Etichetta: Mosley Music Group, Zone 4 - Formati: CD, Download digitale    | 11        | 76        | -         | 96        | -         | -         | -         | -         | -         |

## Singoli
| Anno | Titolo                                          | Classifiche | Classifiche | Classifiche | Classifiche | Classifiche | Classifiche | Classifiche | Classifiche | Classifiche | Classifiche | Classifiche | Classifiche | Classifiche | Album                 |
| Anno | Titolo                                          | AUS         | AUT         | CAN         | DNK         | GER         | IRE         | NOR         | NZ          | NLD         | UK          | USA         | SWE         | SWI         | Album                 |
| ---- | ----------------------------------------------- | ----------- | ----------- | ----------- | ----------- | ----------- | ----------- | ----------- | ----------- | ----------- | ----------- | ----------- | ----------- | ----------- | --------------------- |
| 2008 | "Energy"                                        | —           | —           | —           | —           | —           | —           | —           | 2           | —           | 43          | 78          | —           | 64          | In a Perfect World... |
| 2008 | "Return the Favor" (featuring Timbaland)        | —           | 25          | —           | —           | —           | 19          | —           | —           | —           | 19          | —           | 30          | —           | In a Perfect World... |
| 2008 | "Turnin' Me On" (featuring Lil Wayne)           | —           | —           | —           | —           | —           | —           | —           | 29          | —           | —           | 15          | —           | —           | In a Perfect World... |
| 2009 | "Knock You Down" (featuring Kanye West & Ne-Yo) | 24          | 37          | 17          | 28          | —           | 2           | 11          | 1           | 24          | 5           | 3           | 11          | —           | In a Perfect World... |
| 2009 | "Slow Dance"1                                   | —           | —           | —           | —           | —           | —           | —           | —           | —           | —           | —           | —           | —           | In a Perfect World... |
| 2009 | "I Like"                                        | —           | 2           | —           | 30          | 1           | —           | 3           | —           | —           | 34          | —           | 46          | 5           | In a Perfect World... |
| 2010 | "Breaking Point"                                | —           | —           | —           | —           | —           | —           | —           | —           | —           | —           | —           | —           | —           | No Boys Allowed       |
| 2010 | "Pretty Girl Rock"                              | —           | —           | 81          | —           | —           | 50          | —           | 11          | —           | 53          | 24          | —           | —           | No Boys Allowed       |
| 2011 | "One Night Stand" (featuring Chris Brown)       | —           | —           | —           | —           | —           | —           | —           | —           | —           | —           | —           | —           | —           | No Boys Allowed       |
| 2011 | "Lose Control (Let Me Down)"                    | —           | —           | —           | —           | —           | —           | —           | 36          | —           | —           | —           | —           | —           | No Boys Allowed       |

Note
- 1 Pubblicato solo in Nord America

### Apparizioni come ospite
| Anno | Titolo                                                              | Classifiche | Classifiche | Classifiche | Classifiche | Classifiche | Classifiche | Classifiche | Classifiche | Classifiche | Classifiche | Classifiche | Classifiche | Album                       |
| Anno | Titolo                                                              | AUS         | AUT         | DNK         | FIN         | IRE         | NOR         | NZ          | NLD         | UK          | USA         | SWE         | SWI         | Album                       |
| ---- | ------------------------------------------------------------------- | ----------- | ----------- | ----------- | ----------- | ----------- | ----------- | ----------- | ----------- | ----------- | ----------- | ----------- | ----------- | --------------------------- |
| 2004 | "Hey Now (Mean Muggin)" (Xzibit featuring Keri Hilson)              | —           | —           | —           | —           | —           | —           | —           | —           | 5           | 93          | —           | —           | Weapons of Mass Destruction |
| 2006 | "Help" (Lloyd Banks featuring Keri Hilson)                          | —           | —           | —           | —           | —           | —           | —           | —           | —           | —           | —           | —           | Rotten Apple                |
| 2007 | "The Way I Are" (Timbaland featuring Keri Hilson & D.O.E.)          | 1           | 4           | 1           | 4           | 1           | 1           | 2           | 4           | 1           | 3           | 2           | 3           | Shock Value                 |
| 2007 | "Scream" (Timbaland featuring Keri Hilson & Nicole Scherzinger)     | 20          | 18          | 30          | 6           | 10          | 17          | 9           | 16          | 12          | —           | 8           | 45          | Shock Value                 |
| 2007 | "Good Things" (Rich Boy featuring Polow da Don & Keri Hilson)       | —           | —           | —           | —           | —           | —           | —           | —           | —           | —           | —           | —           | Rich Boy                    |
| 2008 | "Hero" (Nas featuring Keri Hilson)                                  | —           | —           | —           | —           | —           | —           | —           | —           | 70          | —           | —           | 70          | Untitled                    |
| 2008 | "Superhuman" (Chris Brown featuring Keri Hilson)                    | 30          | —           | —           | —           | 15          | —           | 15          | —           | 32          | 89          | —           | —           | Exclusive                   |
| 2008 | "Numba 1 (Tide Is High)" (Kardinal Offishall featuring Keri Hilson) | —           | —           | —           | —           | —           | —           | —           | —           | 84          | —           | —           | —           | Not 4 Sale                  |
| 2009 | "Everything, Everyday, Everywhere" (Fabolous featuring Keri Hilson) | —           | —           | —           | —           | —           | —           | —           | —           | —           | 74          | —           | —           | Loso's Way                  |
| 2009 | "Number One" (R. Kelly featuring Keri Hilson)                       | —           | —           | —           | —           | —           | —           | —           | —           | —           | 59          | 58          | —           | Untitled                    |
| 2009 | "She Don't Wanna Man" (Asher Roth featuring Keri Hilson)            | —           | —           | —           | —           | —           | —           | —           | —           | —           | —           | —           | —           | Asleep in the Bread Aisle   |
| 2009 | "Medicine" (Plies featuring Keri Hilson)                            | —           | —           | —           | —           | —           | —           | —           | —           | —           | 98          | —           | —           | Goon Affiliated             |
| 2009 | "Hold My Hand" (Sean Paul featuring Keri Hilson)                    | —           | —           | —           | —           | —           | —           | —           | —           | —           | —           | —           | —           | Imperial Blaze              |
| 2010 | "Million Dollar Girl" (Trina featuring Diddy & Keri Hilson)         | —           | —           | —           | —           | —           | —           | —           | —           | —           | 98          | —           | —           | Amazin'                     |
| 2010 | "Got Your Back" (T.I. featuring Keri Hilson)                        | —           | —           | —           | —           | 33          | —           | —           | 81          | —           | 38          | —           | —           | No Mercy                    |